# 韋綬 (山南西道節度使)
韦绶（8世纪—823年），《新唐书·宰相世系表》作韦緩，字子章，京兆杜陵（今陕西省西安市）人，唐朝大臣。出自京兆韦氏彭城公房，太子少保、駙馬都尉韋鐬之孙，泉、吉、婺三州刺史韦友信之子。
父亲韦友信去世后，韦绶刺破手指抄写佛经，擢明经第。唐德宗建中末年，起家为长安县尉。朱泚之乱，他骑驴逃到奉天（今陕西乾县）。后来为山南东道节度使于頔的从事。入朝为工部员外郎、屯田郎中。唐宪宗元和十年（815年），改职方郎中。时李恒为太子，韦绶入侍读，转任谏议大夫。因为对太子说了一些民间笑话，元和十二年（817年）闰五月十八日，宪宗免除了韦绶太子侍读的职务，贬为虔州刺史。李恒即位为唐穆宗，以师友之恩，召为尚书右丞，兼集贤院学士，甚承恩顾，出入禁中。长庆元年（821年）三月，为礼部尚书，判集贤院事。唐朝与吐蕃长庆会盟，以大理卿刘元鼎为盟会使，右司郎中刘师老为副，宰相与尚书右仆射韩皋、御史中丞牛僧孺、吏部尚书李绛、兵部尚书萧俯、户部尚书杨于陵、礼部尚书韦绶、太常卿赵宗儒、司农卿裴武、京兆尹柳公绰、右金吾卫将军郭鏦和吐蕃使者论讷罗在京师西郊结盟。长庆二年（822年）十月，检校户部尚书、山南西道节度使。长庆三年（823年）八月，去世，追赠尚书右仆射。博士刘端夫请谥为通，殿中侍御史孟琯上言以为非当。博士权安请谥缪，最后不施行。其子韦逄，韦逄子韦昭度。